# Carl Rushworth
Carl Rushworth, właśc. Carl Andrew Rushworth (ur. 2 lipca 2001 w Halifaksie) – angielski piłkarz występujący na pozycji bramkarza w angielskiej drużynie Brighton & Hove Albion F.C.. Złoty medalista Mistrzostw Europy U-21 w piłce nożnej 2023.

## Sukcesy

### Reprezentacyjne
- Mistrzostwo Europy U-21: 2023